# Écommoy
Écommoy település Franciaországban, Sarthe megyében. Lakosainak száma 4818 fő (2022. január 1.). Écommoy Teloché, Marigné-Laillé, Mayet, Pontvallain, Saint-Biez-en-Belin, Saint-Mars-d’Outillé, Saint-Ouen-en-Belin és Laigné-Saint-Gervais községekkel határos.

## Népesség
A település népességének változása:
| Lakosok száma | 4658 | 4642 | 4705 | 4677 | 4710 | 4744 | 4752 | 4808 | 4818 |
|               | 2013 | 2015 | 2016 | 2017 | 2018 | 2019 | 2020 | 2021 | 2022 |